# Tachycixius pyrenaica
Tachycixius pyrenaica är en insektsart som först beskrevs av Franz Xaver Fieber 1876.  Tachycixius pyrenaica ingår i släktet Tachycixius och familjen kilstritar. Inga underarter finns listade i Catalogue of Life.